# All in - L'ultima follia di Enrico Ruggeri
All in - L'ultima follia di Enrico Ruggeri è un album triplo del cantautore italiano Enrico Ruggeri, pubblicato nel 2009.

## Disco
L'album è un cofanetto con tre dischi, ciascuno dedicato ad uno specifico progetto, che avrebbero potuto essere pubblicati anche separatamente, a pochi mesi di distanza l'uno dall'altro, ma che l'artista, data l'attuale situazione del mercato discografico, ha preferito accorpare in un unico album.

### CD1 -World show
Il primo CD, intitolato World show, è il rifacimento integrale di Rock Show, precedente album di Enrico Ruggeri, pubblicato nel 2008, in cui ciascun brano è stato riproposto in una nuova veste e ricantato con la collaborazione di cantanti italiani ed internazionali, in alcuni casi traducendo o riadattando parte del testo originario nella lingua dell'ospite coinvolto.
Oltre ad alcuni noti cantanti italiani (Gennaro Cosmo Parlato, Davide Van de Sfroos e Andrea Mirò) e a due collaboratori storici di Ruggeri (Luigi Schiavone e Dario Gay), l'album vede la partecipazione di due artisti italiani (Alberto "Napo" Napolitano e il quartetto Klez Gang) e di quattro artisti internazionali (Jocelyn Mayor francese, Siloé De Izan spagnola, Ima canadese e Nicole Verstappen) non ancora noti al grande pubblico e conosciuti dal cantante attraverso la rete Internet ed in particolare tramite il sito di social network MySpace.
Il disco si apre con un inedito, Ripartire da zero, un brano cantato dal solo Ruggeri che avrebbe dovuto anch'esso far parte del precedente album Rock Show ma che alla fine era stato escluso.
Il disco si chiude con Il giorno del blackout, brano molto discusso del precedente album, per il quale il cantante fu anche criticato dal mondo di Internet, in cui l'artista ipotizza un mondo nel quale ad un certo punto Internet scompare. Nella coda finale del brano interviene, come ospite d'eccezione, Pico, figlio primogenito di Enrico Ruggeri, al suo debutto discografico con un rap da lui scritto in cui sviluppa ulteriormente il tema alla base de Il giorno del blackout: l'incomunicabilità e la freddezza dei rapporti nati e mantenuti esclusivamente attraverso il computer senza un contatto fisico diretto.

### CD2 -Incontri
Il secondo CD, intitolato Incontri, è un album di cover in cui il cantautore presenta una raccolta di brani, da lui molto amati ed apprezzati, di altri cantanti, sia italiani che stranieri. Le canzoni, interpretate ed eseguite durante la partecipazione a concerti di altri artisti, sono state tutte registrate dal vivo, alcune con l'accompagnamento di un'orchestra sinfonica.
Unica eccezione alla filosofia di questo secondo disco è la prima traccia, Incontri (Dimmi quand'è). Il brano inedito composto da Francesco Vitaloni, vede la collaborazione di Ruggeri nella stesura del testo e, a differenza degli altri, è stato registrata in studio. Questa versione è il completamento e la stesura definitiva di un precedente brano, pensato fin dall'inizio per diventare una canzone, la cui composizione fu interrotta dopo che la parte musicale fu scelta per diventare il jingle di un noto spot pubblicitario per l'Amaro Averna.

### CD3 -Volata finale
Il terzo CD, intitolato Volata finale, è la colonna sonora inedita realizzata da Ruggeri per East West East - Volata finale, film del regista albanese Gjergj Xhuvani. Il disco contiene tutte le musiche realizzate per il film, comprese alcune parti che non furono inserite nel montaggio definitivo.
I brani, in parte realizzati assieme ad Andrea Mirò e a Luigi Schiavone, sono tutti strumentali tranne la prima traccia, Volata finale, una canzone con musica e testo scritti da Ruggeri, cantata dallo stesso artista. La canzone è riproposta, inoltre, in chiusura al disco, col titolo Fluturimi i fundit, in una versione bilingue in duetto con l'artista albanese Elsa Lila, cantata da entrambi in parte in italiano e in parte in albanese.
La terza traccia del disco, In corsa, è la versione solo strumentale della canzone Volata finale mentre molti degli altri brani strumentali vedono la riproposizione di un medesimo tema musicale ma suonato ed arrangiato in modi diversi.

### Copertina
La copertina del disco, realizzata da Alessandro Gerini rifacendosi agli stilemi dei film polizieschi degli anni settanta, ritrae Enrico Ruggeri alla guida di un'auto con alle spalle, seduto sul sedile posteriore, un malvivente dal volto coperto che gli punta una pistola alla tempia.
L'immagine si propone di rappresentare e condensare la vita di Enrico Ruggeri in una singola foto: un'esistenza vissuta al massimo della velocità facendo a volte scelte coraggiose e inaspettate ma sempre sotto l'occhio attento di un pubblico affezionato ma che non risparmia le critiche.

### Titolo
Il titolo dell'album fa riferimento ad un termine del gioco del poker, all-in, usato quando un giocatore decide di puntare in un solo colpo tutto ciò che possiede, sperando di riuscire a vincere il massimo ma rischiando nel contempo di rovinarsi perdendo tutto.
La scelta di questo titolo, come spiega lo stesso artista nel libretto che accompagna l'album, gli è stata suggerita, inconsapevolmente, dall'amico Fabio Caressa che, nel regalargli il suo libro sul poker, scrisse nella dedica: 
 una frase ritenuta da Ruggeri un grande complimento perché descrive perfettamente il suo percorso di vita sia umano che professionale.
Il concetto alla base dell'all-in è la perfetta sintesi di questo album, un triplo cd, non antologico, che racchiude tre progetti diversi e particolari. Il disco è quindi un azzardo dal punto di vista commerciale ed è inoltre l'occasione per un nuovo debutto e una nuova sfida per Enrico Ruggeri, che per la prima volta si cimenta nella composizione di una colonna sonora.

## Tracce

### CD1 -World show
1. Ripartire da zero - 4:03
2. Je respire (Io respiro) (con Jocelyn Mayor) - 4:23
3. La terra e la luna (con Gennaro Cosmo Parlato) - 3:41
4. Rock show (con Luigi Schiavone) - 4:17
5. Cuore secreto (Cuore segreto) (con Siloé De Izan) - 4:23
6. Lengi i cart (Leggo le carte) (con Davide Van de Sfroos) - 3:57
7. Sulla strada (con Dario Gay e Andrea Mirò) - 4:34
8. Attimi (con Ima) - 3:53
9. La donna del campione (con Klez Gang) - 3:05
10. Teneri amori (con Alberto "Napo" Napolitano) - 4:16
11. The sky is here (Il cielo è qui) (con Nicole Verstappen) - 3:57
12. Il giorno del blackout (con Pierenrico Ruggeri) - 5:24

### CD2 -Incontri
1. Incontri (Dimmi quand'è) - 3:25
2. Can't Help Falling In Love - 2:43
3. L'istrione - 5:18
4. The Passenger - 4:35
5. First of May - 3:27
6. Life on Mars? - 3:57
7. Storia d'amore - 4:45
8. Dear Friends - Lily of the Valley - 3:22
9. The Great Pretender - 3:35
10. Diamond Dogs - 5:00
11. Michelle - 3:54
12. Popoff (con Klez Gang) - 4:04

### CD3 -Volata finale
1. Volata finale - 3:26
2. Intro - 2:39
3. In corsa - 2:20
4. Il comitato centrale - 2:20
5. Amore coniugale - 1:19
6. La prima pedalata - 1:02
7. Il sogno - 1:38
8. Arrivederci o addio? - 1:17
9. Trieste - 2:00
10. Allo specchio - 1:03
11. Nella hall - 1:29
12. Triste pranzo in albergo - 1:10
13. L'alba - 2:23
14. Il giorno - 2:29
15. Il tramonto - 2:29
16. Camminata a Trieste - 1:45
17. Lo sguardo verso casa - 1:30
18. Triste internazionale - 0:51
19. Triste inno nazionale - 0:39
20. Attraverso la Jugoslavia - 0:58
21. La frontiera di casa - 1:40
22. Fluturimi i fundit (con Elsa Lila) - 3:33

## Formazione
- Enrico Ruggeri - voce
- Luigi Schiavone - chitarra acustica, chitarra elettrica, mandolino
- Fabrizio Palermo - basso, cori, tastiera
- Giovanni Boscariol - sintetizzatore, organo Hammond
- Andrea Mirò - tastiera, cori, percussioni, pianoforte, violino
- Davide Brambilla - tastiera, pianoforte, tromba, fisarmonica
- Lorenzo Poli - basso
- Marco Orsi - batteria (tranne traccia 2-08, 2-09, 2-11)
- Andrea Ge - batteria (traccia 2-08, 2-09)
- Paolo Zanetti - chitarra (tracce 2-04, 2-07, 2-10, 2-11)
- Sandro Sanchini - chitarra, cori (tracce 2-08, 2-09)
- Max Muller - batteria (traccia 2-11)
- Ettore Diliberto - chitarra (traccia 2-11)
- Stefano Franceschelli - percussioni (traccia 2-12)
- Giorgio Cocilovo - chitarra classica (traccia 1-10)
- Alessandro Valle - steel guitar, banjo (da 1-01 a 1-10)
- Francesco Luppi - tastiera (traccia 2-11)
- Michele Sanguedolce - tromba (traccia 2-12)
- Cesare Rinaldi - trombone (traccia 2-12)
- Giancarlo Porro - sax (tracce 2-03, 2-05, 2-06)
- Claudio Wally Allifranchini - sax, flauto
- Matteo Parinello - sassofono tenore (traccia 2-12)
- Roberto Riciardelli - clarinetto (traccia 2-12)
- Antonio Giorgi - tuba (traccia 2-12)

## Classifica
Fonte: FIMI
| Posizione | 31 | 63 | 77 | 84 | 100 | - |